# Carassius cuvieri
Carassius cuvieri är en fiskart som beskrevs av Temminck och Schlegel, 1846. Carassius cuvieri ingår i släktet Carassius och familjen karpfiskar. Inga underarter finns listade.